# 2003
2003 (MMIII) a fost un an obișnuit al calendarului gregorian, care a început într-o zi de miercuri. A fost al 2003-lea an d.Hr., al 3-lea an din mileniul al III-lea și din secolul al XXI-lea, precum și al 4-lea an din deceniul 2000-2009. A fost desemnat:
- Anul Internațional al apei dulci.
- Anul European al Dizabilității.

## Evenimente

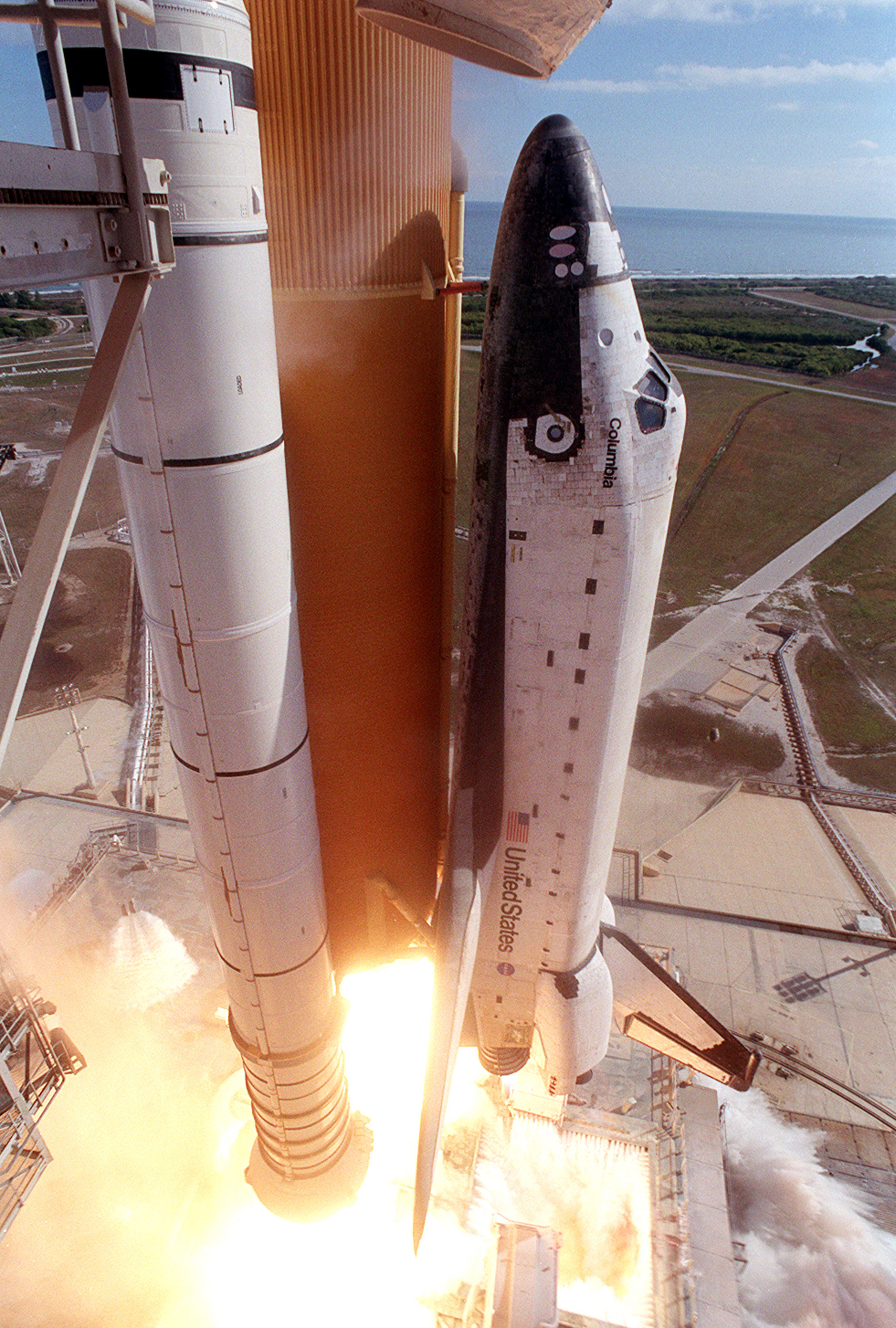
Naveta spațială Columbia

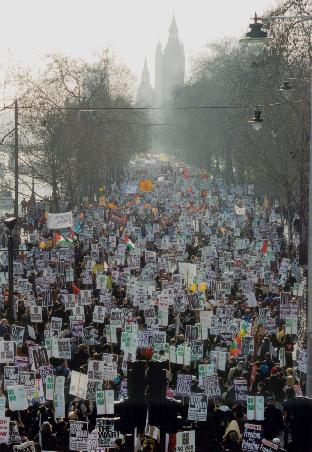
Proteste anti-război

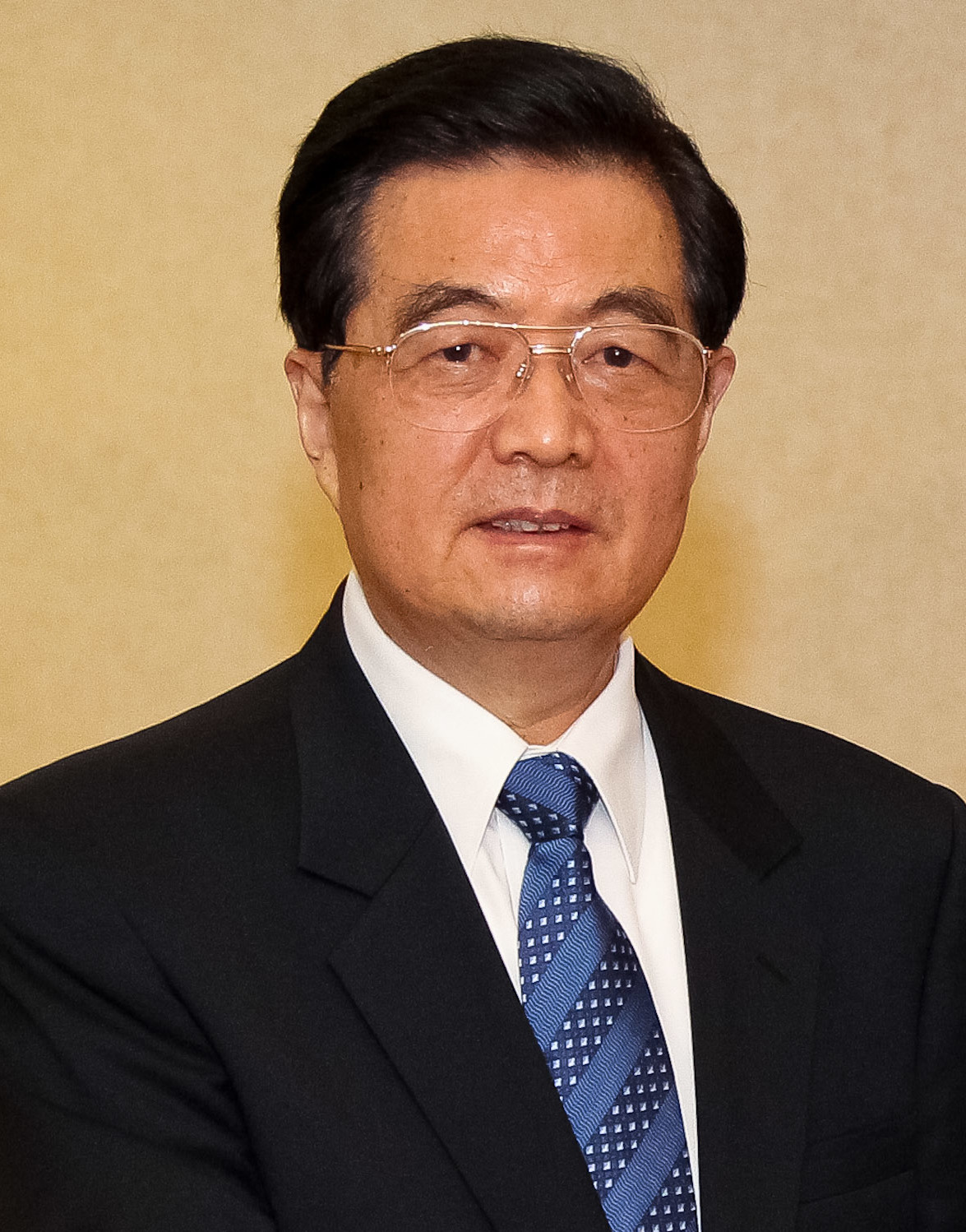
Hu Jintao

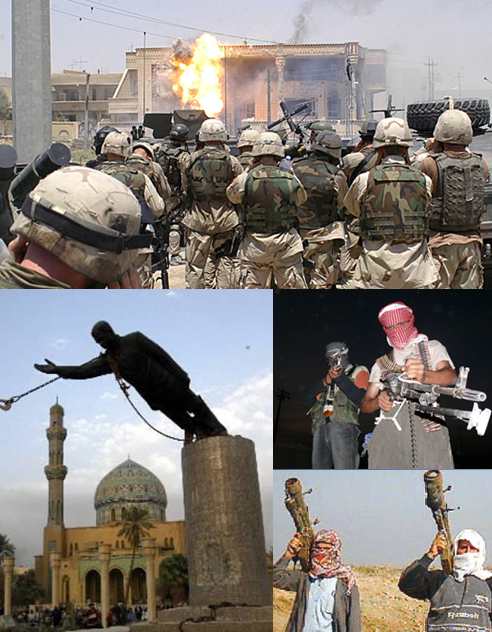
Războiul din Irak

### Ianuarie
- 1 ianuarie: OTE preia 54,01% din actiunile Operatorului National de telefonie fixă Romtelecom, devenind acționar majoritar, prin finalizarea procesului de privatizare al operatorului roman.
- 1 ianuarie: Luíz Inácio Lula Da Silva devine al 37-lea președinte al Braziliei.
- 22 ianuarie: Ultimul semnal al sondei Pioneer 10 este primit de NASA de la aproximativ 7,6 miliarde de mile de la Pământ.
- 30 ianuarie: Belgia recunoaște legal căsătoria între persoane de același sex, devenind a doua țară din lume care a făcut acest lucru.
- 30 ianuarie: România alături de alte 7 state semnează "scrisoarea celor opt" prin care își demonstrează suportul față de planul SUA pentru invazia în Irak.

### Februarie
- 1 februarie: Naveta spațială americană Columbia s-a dezintegrat deasupra Texasului, la intrarea în atmosferă, toți cei șapte astronauți și-au pierdut viața în catastrofă.
- 4 februarie: Conducătorii Republicii Federale Iugoslavia reconstituie țara într-o uniune de stat liberă dintre Muntenegru și Serbia, care marchează sfârșitul statului iugoslav de 85 de ani.
- 14 februarie: După o jumătate de secol de la moartea regelui Carol al II-lea, rămășițele sale pământești au fost aduse în România din Portugalia, unde au fost depuse într-o capelă a Mănăstirii Curtea de Argeș.
- 15 februarie: Protest împotriva războiului din Irak: mai mult de 10 milioane de oameni au protestat în peste 600 de orașe din lume; cel mai mare protest care a avut loc împotriva unui război înainte ca acesta să înceapă.
- 26 februarie: Războiul din Darfur începe după ce grupurile rebele se ridică împotriva guvernului sudanez.
- 27 februarie: Fostul lider sârb bosniac Biljana Plavšić este condamnat de ICTY la 11 ani de închisoare pentru crime de război comise în timpul războiului bosniac.

### Martie
- 12 martie: Premierul sârb Zoran Đinđić este asasinat la Belgrad.
- 15 martie: Hu Jintao devine al 6-lea președinte al Chinei, succedându-l pe Jiang Zemin.
- 17 martie: Președintele american, George W. Bush, i-a dat un ultimatum lui Saddam Hussein de a părăsi țara în 48 de ore, pentru a evita atacurile militare preconizate de SUA.
- 20 martie: Invazia Irakului din 2003: trupe din SUA, Marea Britanie, Australia și Polonia au atacat Irakul; războiul a luat sfârșit în mod oficial pe 1 mai cu victoria SUA.

### Aprilie
- 1 aprilie: Vizita de stat în România a regelui Juan Carlos al Spaniei și a reginei Sofia, la invitația președintelui Ion Iliescu.
- 1 aprilie: S-a constituit, la Sfântu Gheorghe, „Mișcarea Civică Maghiară”, organizație înființată la inițiativa unor membri ai aripii reformiste din cadrul UDMR Covasna.
- 8 aprilie: Regele Carl al XVI-lea Gustaf al Suediei și regina Silvia au început o vizită de 3 zile în România.
- 9 aprilie: Forțele americane se confruntă cu controlul asupra Bagdadului, punând capăt regimului lui Saddam Hussein.
- 12 aprilie: Ungaria aprobă aderarea la Uniunea Europeană într-un referendum .
- 14 aprilie: Proiectul genomului uman este finalizat, 99% din genomul uman fiind secvențializat cu 99,99% precizie.
- 23 aprilie: La Beijing se închid toate școlile pentru două săptămâni din cauza virusului SARS.
- 29 aprilie: Statele Unite anunță retragerea trupelor staționate în Arabia Saudită și redistribuirea unor persoane la baza aeriană Al Udeid din Qatar.

### Mai
- 1 mai: A intrat în vigoare noul Cod Poștal din România.
- 11 mai: Lituania aprobă aderarea la Uniunea Europeană într-un referendum.
- 12 mai: În Riad, Arabia Saudită, peste 30 de persoane sunt ucise în bombardamente multiple la un complex de locuințe, în special expatriați străini.
- 17 mai: Slovacia aprobă aderarea la Uniunea Europeană printr-un referendum.
- 23 mai: Se naște Dewey, primul cerb clonat de oamenii de știință de la Universitatea Texas A & M.
- 24 mai: Concursul de muzică Eurovision, Riga, Letonia. Câștigătoarea ediției este Turcia prin Sertab Erener. România s-a clasat pe locul 10 cu piesa Don't Break My Heart a Nicolei.
- 28 mai: S-a născut Prometea, primul cal clonat de oameni de știință italieni.

### Iunie
- 8 iunie: Polonia aprobă aderarea la Uniunea Europeană printr-un referendum.
- 14 iunie: Republica Cehă aprobă aderarea la Uniunea Europeană printr-un referendum.
- 30 iunie: Partidele de război din Republica Democrată Congo semnează un acord de pace, punând capăt celui de-al doilea război din Congo din care a rezultat milioane de morți.

### Iulie
- 6 iulie: Radarul planetar, Eupatoria, de 70 de metri, trimite un mesaj METI Cosmic Call 2 la 5 stele: Hip 4872, HD 245409, 55 Cancri, HD 10307 și 47 Ursae Majoris, care va ajunge la aceste stele în 2036, 2040, mai 2044, septembrie 2044 și, respectiv, 2049.
- 18 iulie: Convenția privind viitorul Europei și-a încheiat activitatea și propune prima Constituție europeană.
- 24 iulie: Misiunea de asistență regională a Insulelor Solomon, condusă de Australia, începe după ce violența etnică atrage țara insulară.

### August
- 11 august: Al doilea război civil liberian se încheie după ce președintele Charles Taylor demisionează și fuge din țară.
- 25 august: Telescopul Spitzer Spațial este lansat din Cape Canaveral, Florida.
- 27 august: Marte se apropie cel mai aproape de Pământ în ultimii 60.000 de ani.

### Septembrie

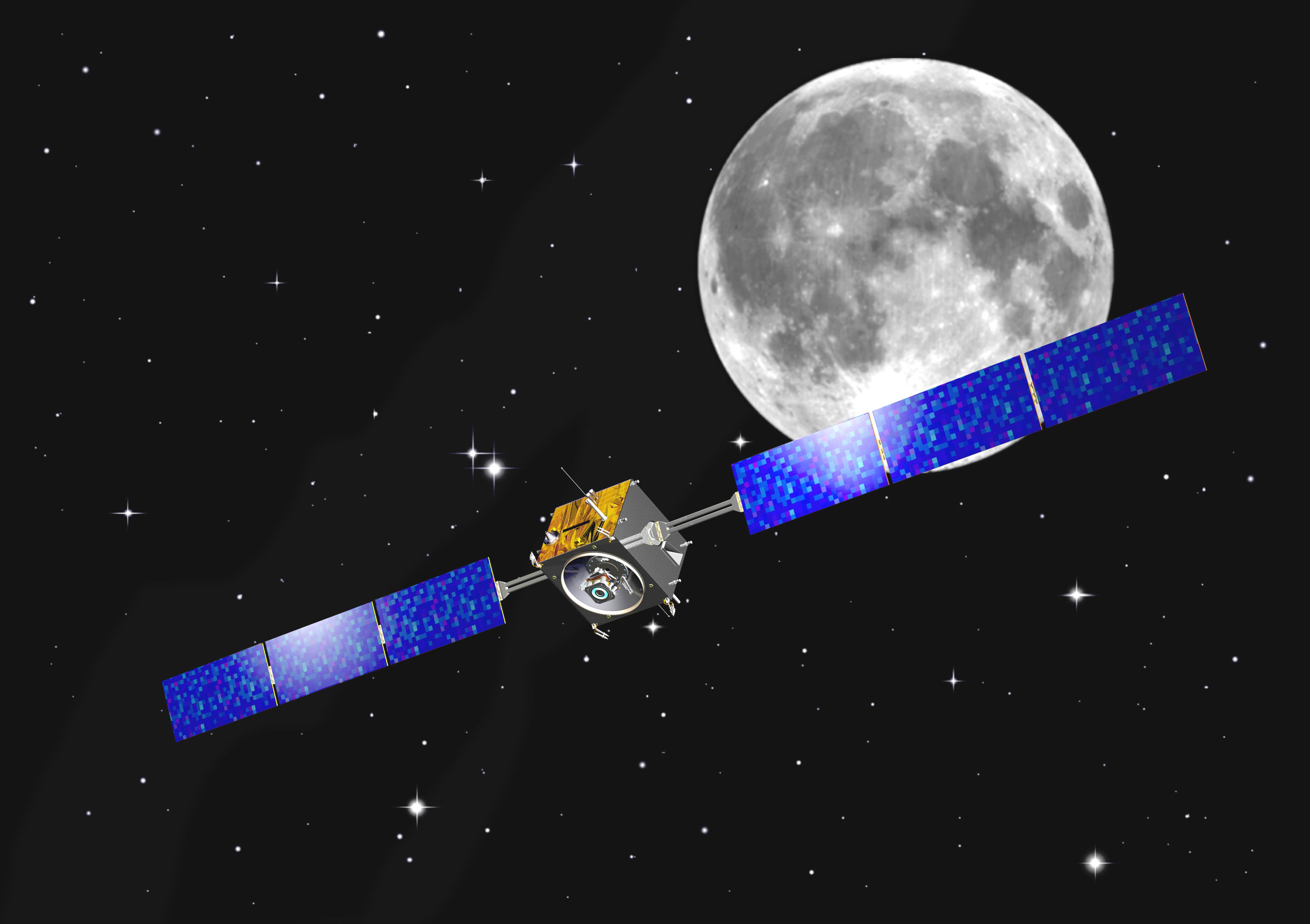
SMART-1

- 4 septembrie: Cel mai aglomerat centru comercial din Europa, Bull Ring din Birmingham, este deschis oficial.
- 14 septembrie: Estonia aprobă aderarea la Uniunea Europeană printr- un referendum.
- 15 septembrie: Rebelii ELN răpesc opt turiști străini la Ciudad Perdida, Columbia, fiind eliberați 100 de zile mai târziu în urma negocierilor cu guvernul columbian.
- 20 septembrie: Letonia aprobă aderarea la Uniunea Europeană printr- un referendum.
- 24 septembrie: Telescopul spațial Hubble lansează câmpul Hubble Ultra-Deep, făcând 800 de expuneri până la 16 ianuarie 2004.
- 27 septembrie: Este lansat SMART-1, satelitul Agenției Spațiale Europene, pentru prima misiune pe lună.
- 30 septembrie: Paul Bérenger devine prim-ministru al statului Mauritius.

### Octombrie
- 5 octombrie: Avioanele de război israeliene lovesc presupuse baze ale jihadistilor islamici în interiorul teritoriului sirian, fiind primul atac israelian asupra țării de la războiul din Yom Kippur din 1973 .
- 12 octombrie: Michael Schumacher își câștigă al șaselea titlu mondial în Formula 1 și astfel dărâmă recordul lui Juan Manuel Fangio stabilit în 1957.
- 15 octombrie: Prima misiune chineză în spațiu; China a trimis o capsulă spațială având la bord un astronaut, Yang Liwei.
- 18-19 octombrie: Referendum național privind revizuirea Constituției României.
- 29 octombrie: Noua Constituție a României este publicată în Monitorul Oficial și intră în vigoare.
- 31 octombrie: Mahathir Mohamad a demisionat din funcția de prim-ministru al Malaeziei. El fusese liderul țării timp de peste 22 de ani.

### Noiembrie
- 5 noiembrie: Radio Contact își schimbă numele și echipa și devine Kiss FM.

### Decembrie

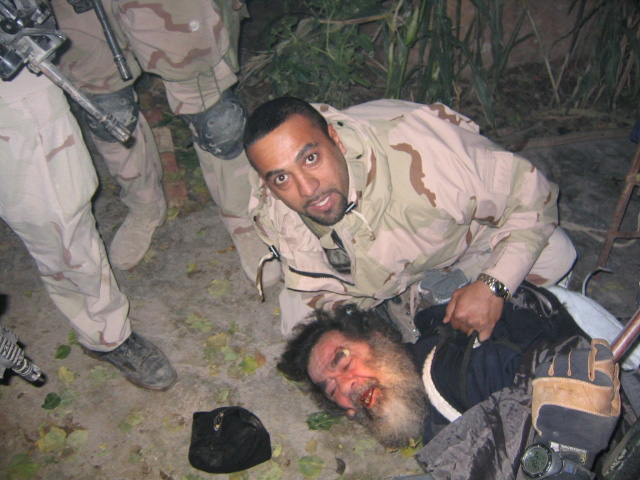
Saddam Hussein capturat de forțele americane

- 13 decembrie: Saddam Hussein, fostul dictator al Irakului, este capturat în  micul oraș Ad-Dawr de către armata americană.
- 26 decembrie: Un cutremur de 6,6 grade zguduie sud - estul Iranului, cu un maxim de intensitate IX Mercalli (violent), provocând moartea a aproximativ 30.000 de oameni.

### Nedatate
- iunie: A fost lansată versiunea în limba română a enciclopediei online deschise, Wikipedia.
- august: NATO preia comanda forței de menținere a păcii în Afganistan, marcând prima sa operațiune majoră în afara Europei în istoria sa de 54 de ani.
- august: Primele discuții cu șase părți, care implică Coreea de Sud, Coreea de Nord, Statele Unite, China, Japonia și Rusia, se reunesc pentru a găsi o soluționare pașnică a preocupărilor de securitate ale programului de arme nucleare nord-coreene.

## Nașteri

### Ianuarie

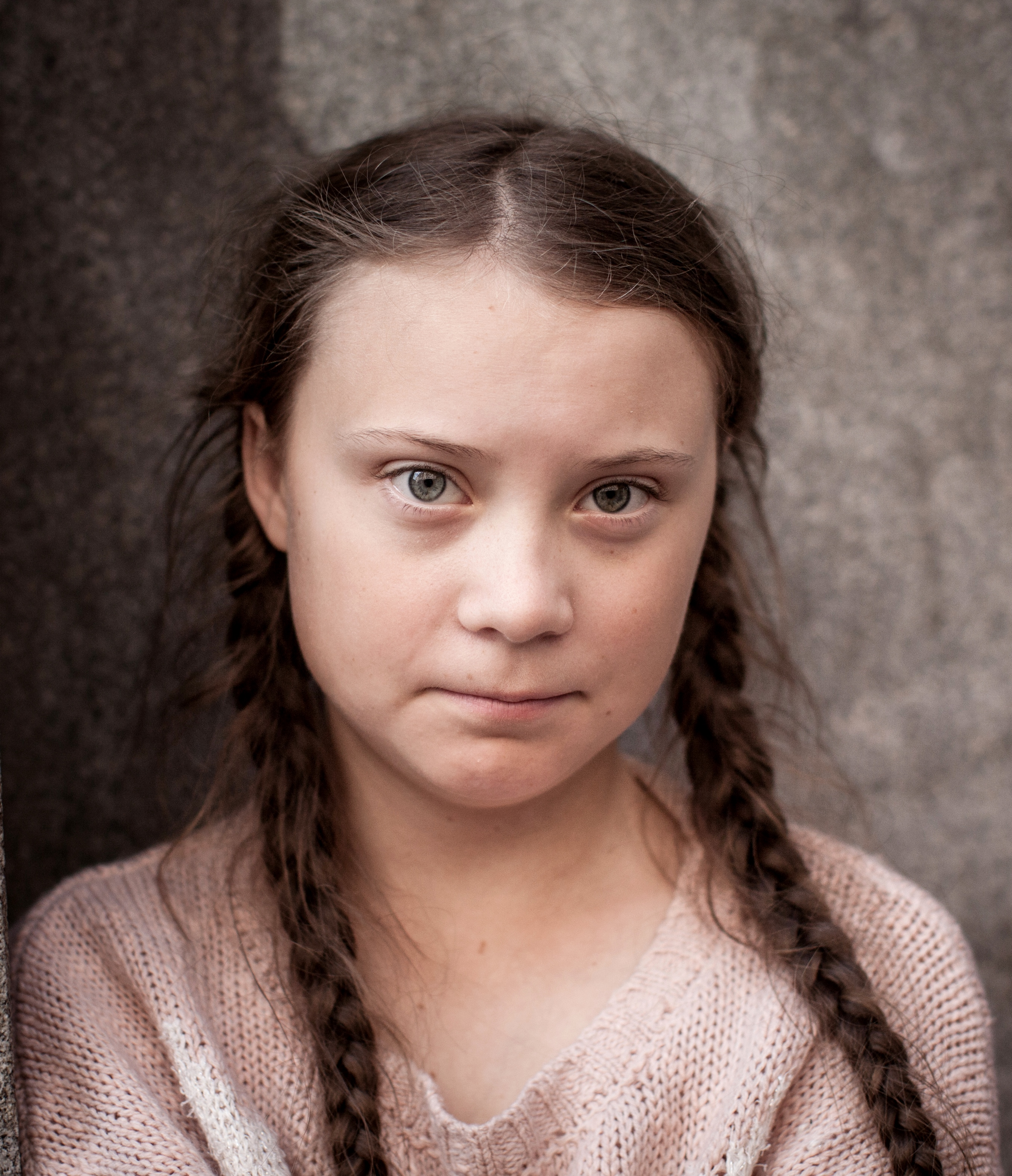
Greta Thunberg

- 3 ianuarie: Greta Thunberg, activistă suedeză împotriva încălzirii climatice

### Februarie
- 3 februarie: IURRI, cântăreț, rapper și compozitor român
- 20 februarie: Olivia Rodrigo, actriță americană

### Mai
- 27 mai: Alexia Aștelian, cântăreață română

### Iulie
- 18 iulie: Modibo Diaby, jucător român de baschet născut în Mali
- 26 iulie: Robin Mandisodza, jucător român de baschet

### Octombrie
- 22 octombrie: Momona Kasahara, cântăreață japoneză

### Noiembrie
- 8 noiembrie: Louise Windsor, aristocrată britanică
- 24 noiembrie: Charlotte Cleverley-Bisman, activistă neozeelandeză

## Decese

### Ianuarie
- 1 ianuarie: Dumitru Tinu, 62 ani, jurnalist român (n. 1940)
- 5 ianuarie: Massimo Girotti, 84 ani, actor italian (n. 1918)
- 5 ianuarie: Roy  Harris Jenkins, 82 ani, politician britanic (n. 1920)
- 11 ianuarie: Maurice Pialat, 77 ani, actor, regizor francez (n. 1925)
- 13 ianuarie: Giuseppe Petronio, 93 ani, critic literar și istoric italian (n. 1909)
- 13 ianuarie: Mickey Finn (Michael Norman Finn), 55 ani, muzician britanic (n. 1947)
- 16 ianuarie: Andrei Codarcea, 77 ani, actor român (n. 1925)
- 16 ianuarie: Chris Mead (n. Christopher John Mead), 62 ani, autor britanic (n. 1940)
- 17 ianuarie: Richard Crenna (Richard Donald Crenna), 76 ani, actor american (n. 1926)
- 17 ianuarie: Cantemir Rișcuția, 79 ani, antropolog român (n. 1923)
- 18 ianuarie: Gavin Lyall (Gavin Tudor Lyall), 70 ani, scriitor britanic (n. 1932)
- 20 ianuarie: Gusztáv Juhász, 91 ani, fotbalist român (n. 1911)
- 21 ianuarie: Khin Hnin Yu, 79 ani, scriitoare birmaneză (n. 1925)
- 28 ianuarie: Miloš Obrad Milutinović, 69 ani, fotbalist și antrenor sârb (n. 1933)
- 29 ianuarie: Lee Yoo-Hyung, 92 ani, fotbalist japonez (n. 1911)
- 31 ianuarie: Ștefan Imreh, 84 ani,  istoric și cadru didactic universitar de etnie maghiară din România (n. 1919)
- 31 ianuarie: Dumitru Nagîț, 53 ani, primar al Iașului (1989), (n. 1949)

### Februarie
- 1 februarie: Michael P. Anderson, 43 ani, astronaut american (Columbia), (n. 1959)
- 1 februarie: David M. Brown, 46 ani, astronaut american (Columbia), (n. 1956)
- 1 februarie: Kalpana Chawla, 40 ani, astronaut americande etnie indiană (Columbia), (n. 1962)
- 1 februarie: Laurel Blair Salton Clark, 41 ani, astronaut american (Columbia), (n. 1961)
- 1 februarie: William C. McCool, 41 ani, astronaut american (Columbia), (n. 1961)
- 1 februarie: Rick Douglas Husband, 45 ani, astronaut american (Columbia), (n. 1957)
- 1 februarie: Ilan Ramon (n. Ilan Wolferman), 48 ani, astronaut israelian (Columbia), (n. 1954)
- 1 februarie: Herbert Wilhelmy, 92 ani, geograf german (n. 1910)
- 2 februarie: Eizo Yuguchi, 57 ani, fotbalist japonez (n. 1945)
- 3 februarie: Venanzo Crocetti, 89 ani, sculptor italian (n. 1913)
- 4 februarie: André Noyelle, 71 ani, ciclist belgian (n. 1931)
- 6 februarie: José Craveirinha, 80 ani, jurnalist, povestitor și poet mozambican (n. 1922)
- 8 februarie: Anghelos S. Vlahos, 88 ani, scriitor, poet și diplomat grec (n. 1915)
- 10 februarie: Curt Hennig (Curtis Michael Hennig), 44 ani, wrestler american (n. 1958)
- 17 februarie: Silvano Signori, 73 ani,  politician italian (n. 1929)
- 18 februarie: Isser Harel (n. Isser Halperin), 91 ani, politician israelian (n. 1912)
- 19 februarie: Mihai V. Ionescu, 77 ani,  jurnalist sportiv, scriitor român  (n. 1925)
- 23 februarie: Robert K. Merton, 72 ani, sociolog american laureat al Premiului Nobel (1997), (n. 1910)
- 25 februarie: Alberto Sordi, 82 ani, actor și regizor italian (n. 1920)
- 26 februarie: Christian Goethals, 74 ani, pilot de Formula 1 (n. 1928)
- 26 februarie: George Togan, 92 ani, istoric român (n. 1910)
- 27 februarie: Wolfgang Larrazábal (Wolfgang Enrique Larrazábal Ugueto), 91 ani, președinte al Venezuelei (1958), (n. 1911)
- 27 februarie: Fred Rogers (Fred McFeely Rogers), 74 ani, prezentator TV american (n. 1928)

### Martie
- 4 martie: Isidora Rosenthal-Kamarinea, 84 ani, specialistă în literatura neogreacă și profesoară de filologie neogreacă și bizantină la Universitatea din Bochum (n. 1918)
- 8 martie: Constantin Constantinov, 87 ani, actor din R. Moldova (n. 1915)
- 11 martie: Ludmila Erofeeva, 65 ani, soprană din R. Moldova, de etnie rusă (n. 1937)
- 12 martie: Zoran Djindjic, 50 ani, premier al Serbiei (2001-2003), (n. 1952)
- 14 martie: Lucian Boz, 94 ani, autor român (n. 1908)
- 14 martie: Haralambie Grămescu, 77 ani, traducător român (n. 1926)
- 15 martie: Vasile Breban, 95 ani, lingvist român (n. 1907)
- 15 martie: Thora Hird, 91 ani,  actriță, comediantă, prezentatoare și scriitoare engleză (n. 1911)
- 16 martie: Elena Albu, 53 ani, actriță română (n. 1949)
- 16 martie: Rachel Corrie, 23 ani, pacifistă americană (n. 1979)
- 16 martie: Cezar Dinu, 27 ani, fotbalist român (n. 1975)
- 17 martie: Robert Shelton (Robert Marvin Shelton), 73 ani, vânzător de anvelope și tipograf american (n. 1929)
- 18 martie: Oles Berdnîk, 76 ani, scriitor ucrainean de ficțiune științifico-fantastică (n. 1926)
- 18 martie: Karl Kling, 92 ani, pilot german de Formula 1 (n. 1910)
- 19 martie: Micheline Coulibaly, 52 ani, scriitoare ivoriană (n. 1950)
- 19 martie: Dragan Stojnić, 65 ani, șansonetist sârb (n. 1937)
- 23 martie: Hideyo Amamoto, 77 ani, actor japonez de film (n. 1926)
- 24 martie: Constantin Aramă, 83 ani, inginer român (n. 1919)
- 25 martie: Gineta Stoenescu, 74 ani, antrenoare română de gimnastică ritmică (n. 1928)
- 27 martie: Eugen Nechifor-Moraru, 73 ani, primar al Iașului (1979-1989), (n. 1929)
- 27 martie: Daniel Ceccaldi, actor francez (n. 1927)
- 28 martie: Aleksey Kuznetsov, 73 ani, schior de fond sovietic (n. 1929)
- 29 martie: Tadao Horie, 89 ani, fotbalist japonez (n. 1913)
- 30 martie: Valentin Pavlov, 65 ani, politician comunist rus (n. 1937)
- 30 martie: Vasilica Tastaman, 69 ani, actriță română (n. 1933)
- 30 martie: Michael Jeter, 50 ani, actor american (n. 1952)
- 31 martie: Mariana Marin, 46 ani, poetă română (n. 1956)
- 31 martie: Harold Scott MacDonald Coxeter, 96 ani, matematician canadian (n. 1907)

### Aprilie
- 1 aprilie: Mihai Mereuță, 78 ani, actor român (n. 1924)
- 2 aprilie: Petre Sirin, 76 ani, regizor și scriitor român (n. 1926)
- 8 aprilie: Yōko Mizuki, 92 ani, scenaristă japoneză (n. 1910)
- 8 aprilie: Nicolae Sulac, 66 ani, interpret de muzică populară din R. Moldova (n. 1936)
- 8 aprilie: Imre Szász, 76 ani, scriitor maghiar (n. 1927)
- 9 aprilie: Jorge Enbil (Jorge Oteiza Enbil), 94 ani, sculptor spaniol (n. 1908)
- 13 aprilie: Mircea Săucan, 75 ani, regizor român (n. 1928)
- 15 aprilie: Petru Iambor, 63 ani, istoric și arheolog român (n. 1939)
- 16 aprilie: Isao Iwabuchi, 69 ani, fotbalist japonez (atacant), (n. 1933)
- 17 aprilie: Robert Atkins, 72 ani, medic american (n. 1930)
- 17 aprilie: Koji Kondo, 30 ani, fotbalist japonez (n. 1972)
- 18 aprilie: Radu Bărbulescu (aka R.F. Barth), 61 ani, scriitor român (n. 1952)
- 18 aprilie: Edgar F. Codd (Edgar Frank Codd), 79 ani, informatician american (n. 1923)
- 18 aprilie: Emil Loteanu, 66 ani, actor, regizor, scenarist, poet și scriitor din R. Moldova (n. 1936)
- 21 aprilie: Nina Simone (n. Eunice Kathleen Waymon), 70 ani, cântăreață, compozitoare, pianistă și activistă americană (n. 1933)
- 22 aprilie: Viorel Sălăgean, 61 ani, jurnalist, scriitor și politician român (n. 1942)
- 26 aprilie: Yun Hyon-seok, 18 ani, activist sud coreean pentru drepturile omului (n. 1984)
- 27 aprilie: Efim Tcaci, 75 ani,  evreu basarabean, muzicolog, critic muzical, publicist și profesor sovietic și moldovenean (n. 1928)
- 28 aprilie: Richard Proenneke (Richard Louis Proenneke), 86 ani, naturalist american (n. 1916)
- 30 aprilie: Vasile Deheleanu, 92 ani, fotbalist și antrenor român (n. 1910)

### Mai
- 1 mai: Alexandru Păunescu, 72 ani,  arheolog și cercetător român (n. 1931)
- 2 mai: George Țărnea, 57 ani, poet român (n. 1945)
- 2 mai: Mohammed Dib, 82 ani, scriitor algerian (n. 1920)
- 3 mai: Constantin Piliuță, 74 ani, pictor român (n. 1929)
- 11 mai: Constantin Moiceanu, 90 ani, senator român (1992-1996), (n. 1912)
- 11 mai: David Redding, 57 ani, basist britanic (The Jimi Hendrix Experience), (n. 1945)
- 14 mai: Ingvar Lars Helle, 70 ani, politician norvegian (n. 1933)
- 14 mai: Robert Stack (Robert Langford Modini Stack), 84 ani, actor american (n. 1919)
- 15 mai: Constantin Dăscălescu, 79 ani, comunist român (n. 1923)
- 17 mai: Moses Rosenkranz, 99 ani, poet evreu de limba germană (n. 1904)
- 24 mai: François Boyer (François Georges Boyer), 83 ani, scriitor, scenarist și regizor francez (n. 1920)
- 24 mai: Ion Hîncu, 71 ani, arheolog și istoric din R. Moldova (n. 1931)
- 27 mai: Luciano Berio, 77 ani, compozitor italian (n. 1925)
- 28 mai: Ilya Prigogine, 86 ani, chimist și fizician belgian de etnie rusă (n. 1917)
- 29 mai: Henry Garson, 91 ani,  scenarist, producător de film și dramaturg american (n. 1912)
- 29 mai: Pierre Restany, 72 ani, filosof francez (n. 1930)
- 30 mai: Zagir Ismagilov, 86 ani, compozitor și educator rus de etnie bașkiră (n. 1917)
- 31 mai: Francesco Colasuonno, 78 ani, cardinal italian (n. 1925)

### Iunie
- 2 iunie: Donald Jack (Donald Lamont Jack), 78 ani, scriitor canadian (n. 1924)
- 5 iunie: Cornelia Gavrilescu, 82 ani, cântăreață de operă română (n. 1921)
- 6 iunie: Adalbert Boroș, 94 ani, preot romano-catolic, român (n. 1908)
- 6 iunie: Ken Grimwood (Kenneth Milton Grimwood), 59 ani, scriitor american (n. 1944)
- 6 iunie: Ioan Puia, 89, agronom, pratolog, profesor universitar și cercetător român (n. 1923)
- 6 iunie: Vlad lonescu - Șișești, 85 ani, agronom, profesor universitar și cercetător român (n. 1918)
- 11 iunie: Gheorghe Mărdărescu, 81 ani, fotbalist și antrenor român (n. 1921)
- 11 iunie: Florea Răgălie, 88 ani, militar român (n. 1915)
- 12 iunie: Gregory Peck (n. Eldered Gregory), 87 ani, actor american (n. 1916)
- 15 iunie: Milu Oșlobeanu,81 ani, agronom, viticultor și profesor universitar român (n. 1921)
- 15 iunie: Alberto Pigaiani, 74 ani, halterofil italian (n. 1928)
- 16 iunie: Georg Henrik von Wright, 87 ani, filosof finlandez (n. 1916)
- 17 iunie: Emanuel Elenescu, 92 ani, compozitor și dirijor român (n. 1911)
- 17 iunie: Knézy Jenő, 58 ani, jurnalist maghiar (n. 1944)
- 22 iunie: Vasil Bykaŭ, 79 ani, scriitor belarus (n. 1924)
- 24 iunie: Eugeniu Mustea, 68 ani, esperantist suedez (n. 1935)
- 26 iunie: Strom Thurmond (James Strom Thurmond Sr.), 100 ani, politician american, ofițer și avocat care a reprezentat Carolina de Sud în Senatul Statelor Unite între 1954 și 2003 (n. 1902)
- 27 iunie: Prințul Carl, Duce de Östergötland (n. Carl Gustaf Oscar Fredrik Christian), 92 ani, prinț suedez (n. 1911)
- 27 iunie: Winfried Bruckner, 65 ani, scriitor austriac (n. 1937)
- 27 iunie: Giuseppe Pontiggia, 68 ani, scriitor italian (n. 1934)
- 28 iunie: Iacob Burghiu, 61 ani, regizor din R. Moldova (n. 1941)
- 29 iunie: Mordechai Hod, 76 ani, general israelian (n. 1926)
- 29 iunie: Constantin Sofroni, 53 ani, primar al municipiului Suceava (1996-2000), (n. 1950)
- 30 iunie: Joseph P. Overton (Joseph Paul Overton), 43 ani, politolog american (n. 1960)

### Iulie
- 1 iulie: Mihai Liță, 61 ani, deputat român (1992-1996), (n. 1942)
- 2 iulie: Paul Decei, 76 ani, inginer român (n. 1926)
- 3 iulie: Károly Ács, 78 ani, scriitor maghiar (n. 1928)
- 4 iulie: Jerzy Gościk, 69 ani, operator de film, polonez (n. 1934)
- 4 iulie: Barry White (n. Barry Eugene Carter), 58 ani, cântăreț american (n. 1944)
- 5 iulie: Isabela, contesă de Paris, 91 ani, contesă de Orléans (n. 1911)
- 5 iulie: Bebu Silvetti, 59 ani,  cantautor și dirijor mexican de origine argentiniană (n. 1944)
- 5 iulie: Nǃxau ǂToma, 58-59 ani, fermier și actor boșiman namibian (n. 1944)
- 8 iulie: Lajos Csőgör, 99 ani, medic român de etnie maghiară (n. 1904)
- 10 iulie: Sheldon Jaffery, 69 ani, bibliograf american (n. 1934)
- 11 iulie: Florin Bănescu, 64 ani, medic și prozator român (n. 1939)
- 12 iulie: Benny Carter, 95 ani, saxofonist american (n. 1907)
- 14 iulie: André Claveau, 91 ani, actor francez (n. 1911)
- 14 iulie: Compay Segundo (n. Máximo Francisco Repilado Múñoz), 95 ani, cântăreț cubanez (n. 1907)
- 17 iulie: Emil Drăgănescu, 84 ani, om politic și comunist român (n. 1919)
- 22 iulie: Uday Hussein (Uday Saddam Hussein al-Tikriti), 39 ani, fiul lui Saddam Hussein (n. 1964)
- 24 iulie: Iia Arepina, 73 ani, actriță sovietică și rusă de teatru și film (n. 1930)
- 26 iulie: Victor Gaga, 73 ani, sculptor român (n. 1930)
- 26 iulie: Hilde Levi, 94 ani, fiziciană germano-daneză (n. 1909)
- 30 iulie: Ewa Krzyżewska, 64 ani, actriță poloneză de film și teatru (n. 1939)
- 31 iulie: Pavel Kozak, 71 ani, autodidact român (n. 1932)

### August
- 3 august: Alexandru Usatiuc-Bulgăr, 88 ani, politician din R. Moldova (n. 1915)
- 3 august: Traian Furnea, 48 ani, poet român (n. 1954)
- 4 august: Valentina Crețoiu, 94 ani, soprană română (n. 1909)
- 4 august: Antonie Bloom)de Suroj (n. Andrei Borisovici Bloom), 89 ani, filosof britanic (n. 1914)
- 5 august: Gheorghe Viziru, 79 ani, jucător român de tenis (n. 1924)
- 7 august: Lorica Gavriliță, 75 ani, medic anatomo-patolog român (n. 1928)
- 9 august: Jacques Deray, regizor de film francez (n. 1929)
- 10 august: Constantin Galeriu, 85 ani, preot român și profesor de teologie (n. 1918)
- 11 august: Miloș Cristea, 72 ani, arhitect român (n. 1931)
- 14 august: Helmut Rahn, 73 ani, fotbalist german (atacant), (n. 1929)
- 15 august: Janny Brandes-Brilleslijper, 86 ani, evreică neerlandeză, supraviețuitoare a Holocaustului (n. 1916)
- 16 august: Idi Amin, 78 ani, al 3-lea președinte al Ugandei (1971-1979), (n. 1925)
- 19 august: Gabriella Angi, 42 ani, actriță de teatru română de origine maghiară (n.  1961)
- 21 august: Vasili Borisov, 80 ani, trăgător de tir sovietic (n. 1922)
- 24 august: Wilfred Patrick Thesiger, 93 ani, explorator britanic (n. 1910)
- 26 august: Eugenia Dumitrașcu, 72 ani, artistă plastică română (n. 1931)
- 27 august: Lisette Verea, 89 ani, renumită actriță de talie internațională și vedetă a cabaretului românesc (n. 1914)
- 28 august: Irmgard Höchsmann-Maly, 83 ani, scriitoare germană de etnie română (n. 1920)
- 28 august: Maria Neumann, 98 ani, matematiciană română (n. 1905)
- 29 august: Michel Constantin (n. Constantin Hokhloff), 79 ani, actor francez (n. 1924)
- 30 august: Charles Bronson (n. Charles Dennis Buchinsky), 81 ani, actor american de film (n. 1921)
- 30 august: Donald Davidson (Donald Herbert Davidson), 86 ani, filosof american (n. 1917)
- 31 august: Jelena de Belder-Kovačič, 78 ani, botanistă și horticultoare sloveno-belgiană (n. 1925)

### Septembrie

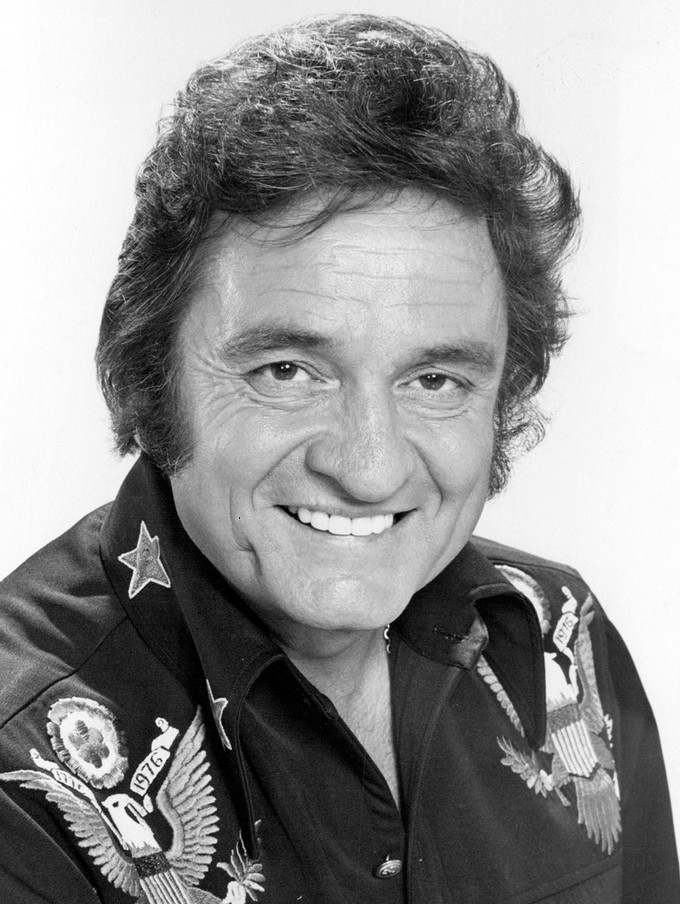
Johnny Cash

- 1 septembrie: Jack Smight, 78 ani, regizor american de film (n. 1925)
- 3 septembrie: Miklos-Gyula Teleky, 54 ani, actor maghiar (n. 1949)
- 3 septembrie: David King-Wood, 89 ani, actor britanic (n. 1913)
- 4 septembrie: Lola Bobescu (n. Lola Violeta Ana-Maria Bobescu), 84 ani, violonistă română (n. 1919)
- 5 septembrie: Kir Bulîciov, 68 ani, istoric și scriitor rus (n. 1934)
- 6 septembrie: Marshall Joseph Caifano (n. Marcello Giuseppe Caifano), 91 ani, gangster american (n. 1911)
- 6 septembrie: Louise Platt, 88 ani, actriță americană de teatru, film și televiziune (n. 1915)
- 9 septembrie: Edward Teller, 95 ani, fizician american, evreu născut în Ungaria (n. 1908)
- 11 septembrie: John Ritter, 54 ani, actor american (n. 1948)
- 12 septembrie: Johnny Cash (John R. Cash), 71 ani, cântăreț american (n. 1932)
- 16 septembrie: Erich Strätling, 84 ani, diplomat german (n. 1918)
- 18 septembrie: Yitzhak Artzi, 82 ani, politician israelian (n. 1920)
- 18 septembrie: Bob Mitchell (n. Richard Charles Mitchell), 76 ani, politician britanic (n. 1927)
- 19 septembrie: Kenneth Erwin Hagin, 86 ani, teolog protestant american (n. 1917)
- 20 septembrie: Gordon Mitchell, 80 ani, actor și culturist american (n. 1923)
- 22 septembrie: Modest Iftinchi, 73 ani, muzician român (n. 1930)
- 23 septembrie: Pál Almásy (Paul Almasy), 97 ani, scriitor maghiar (n. 1906)
- 23 septembrie: Vasile Ciocanu, 61 ani, filolog, istoric literar din R. Moldova (n. 1942)
- 23 septembrie: Simcha Dinitz, 74 ani, politician israelian (n. 1929)
- 23 septembrie: Iuri Senkevici, 66 ani, explorator rus de etnie mongolă (n. 1937)
- 24 septembrie: Derek Prince (n. Peter Derek Vaughan Prince), 88 ani, penticostal britanic (n. 1915)
- 25 septembrie: Franco Modigliani, 86 ani, economist italian, laureat al Premiului Nobel (1985), (n. 1918)
- 25 septembrie: Donald Nicol, 80 ani, bizantinist englez (n. 1923)
- 28 septembrie: Marshall Nicholas Rosenbluth, 76 ani, fizician american (n. 1927)
- 30 septembrie: Robert George Kardashian, 59 ani, avocat american (n. 1944)

### Octombrie
- 1 octombrie: Vasile Zagorschi, 77 ani, compozitor din R. Moldova (n. 1926)
- 2 octombrie: Ion Ferenz, 71 ani, jucător român de hochei pe gheață (n. 1932)
- 2 octombrie: Otto Günsche, 86 ani, ofițer german (n. 1917)
- 3 octombrie: Profira Sadoveanu, 97 ani, scriitoare română (n. 1906)
- 4 octombrie: Fred Herman Tuttle, 84 ani, fermier și actor american (n. 1919)
- 5 octombrie: Mircea Mureșan, 66 ani, jurist și profesor universitar român (n. 1937)
- 6 octombrie: Elisabeta Rizea, 91 ani, partizană anticomunistă română (n. 1912)
- 8 octombrie: Jean Buhman, 81 ani, inginer feroviar și epigramist român (n. 1922)
- 9 octombrie: Gheorghe Guzun, 68 ani, profesor, jurist, doctor în jurisprudență (1975) și conferențiar universitar sovietic și moldovean (n. 1935)
- 12 octombrie: Ion Ioanid, 77 ani, disident român (n. 1926)
- 13 octombrie: Bertram Neville Brockhouse, 85 ani, fizician canadian, laureat al Premiului Nobel (1994), (n. 1918)
- 14 octombrie: Zoltan Crișan, 48 ani, fotbalist român (atacant), (n. 1955)
- 16 octombrie: László Papp, 77 ani, boxer maghiar (n. 1926)
- 16 octombrie: Valeriu Senic, 64 ani, scriitor, lingvist, istoric al literaturii și om politic sovietic moldovean (n. 1939)
- 17 octombrie: Richard Donald Crenna, 76 ani, actor de film, televiziune, radio și regizor de televiziune american (n. 1926)
- 19 octombrie: Alija Izetbegovici, 78 ani, primul președinte al Bosniei și Herțegovinei (1990-1996), (n. 1925)
- 20 octombrie: Jack Elam, 82 ani, actor american (n. 1920)
- 27 octombrie: Johnny Boyd, 77 ani, pilot american de Formula 1 (n. 1926)
- 27 octombrie: Rod Roddy (n. Robert Ray Roddy), 66 ani, actor american (n. 1937)
- 30 octombrie: Thorgeir Thorgeirson, 70 ani, scriitor, traducător și regizor de film, islandez (n. 1933)
- 31 octombrie: Ioan Dan, 81 ani, romancier și memorialist român (n. 1922)

### Noiembrie
- 2 noiembrie: Daishiro Yoshimura, 56 ani, fotbalist japonez (n. 1947)
- 4 noiembrie: Rachel de Queiroz, 92 ani,  scriitoare, traducătoare și jurnalistă braziliană (n. 1910)
- 6 noiembrie: Eduardo Estrada Palomo, 41 ani, actor mexican (n. 1962)
- 7 noiembrie: Iosif Naghiu, 71 ani, scriitor român (n. 1932)
- 9 noiembrie: Art Carney, 85 ani, actor american (n. 1918)
- 10 noiembrie: Margaret Armen, 82 ani, scenarist și autor american (n. 1921)
- 10 noiembrie: Canaan Banana, 67 ani, ministru, teolog și politician metodist din Zimbabwe (n. 1936)
- 11 noiembrie: Paul Janssen, 77 ani, medic belgiano-francez (n. 1926)
- 15 noiembrie: Mohamed Choukri (n. Muḥammad Šukrī ibn Ḥasan al-Anqarawī), 68 ani, romancier marocan (n. 1935)
- 18 noiembrie: Michael Kamen, 55 ani, compozitor american (n. 1948)
- 19 noiembrie: Dola de Jong, 92 ani, scriitoare neerlandezo-americană (n. 1911)
- 19 noiembrie: Života Panić, 70 ani, ministru iugoslav (n. 1933)
- 19 noiembrie: Michele Prisco, 83 ani, scriitor italian (n. 1920)
- 22 noiembrie: Iosif Budahazi, 56 ani, scrimer român (n. 1947)
- 22 noiembrie: Mario Beccaria, 83 ani, deputat italian (n. 1920)
- 22 noiembrie: Ion Ciornîi, 75 ani, filolog, jurnalist, lingvist și profesor universitar sovietic și moldovean (n. 1928)
- 23 noiembrie: Gbèmagon Richard Dogbeh, 70 ani, scriitor beninez (n. 1932)
- 23 noiembrie: Antonio Palandri, 78 ani,  politician italian (n. 1925)
- 24 noiembrie: Saifuddin Azizi, 88 ani, primul președinte al regiunii autonome uigure Xinjiang a Republicii Populare Chineze (n. 1915)
- 24 noiembrie: Reiko Dan, 68 ani, actriță japoneză (n. 1935)
- 25 noiembrie: Mircea Mihail Ghiorghiu, 50 ani, artist plastic român (n. 1953)
- 26 noiembrie: Miklós Molnár, 85 ani, scriitor, istoric de artă și traducător maghiar (n. 1918)
- 26 noiembrie: Stefan Wul (n. Pierre Pairault), 81 ani, scriitor francez de literatură SF (n. 1922)
- 29 noiembrie: Camelia Ionescu, 68 ani, profesor de educație fizică la Colegiul Național Bogdan Petriceicu Hasdeu, Buzău, arbitru internațional (n. 1935)
- 29 noiembrie: Béla Kis, 79 ani, entomolog român de etnie maghiară (n. 1924)
- 30 noiembrie: Gertrude Ederle, 98 ani,  înotătoare americană de performanță, campioană olimpică⁠ și deținătoare a recordurilor mondiale în cinci probe (n. 1905)

### Decembrie
- 6 decembrie: Haddis Alemayehu, 93 ani, scriitor etiopian (n. 1910)
- 7 decembrie: Carl F. H. Henry (n. Carl Ferdinand Howard Henry), 90 ani, teolog american (n. 1913)
- 11 decembrie: Ahmadou Kourouma, 76 ani, scriitor ivorian (n. 1927)
- 12 decembrie: Heidar Aliev (n. Heidar Alirza oglu Aliyev), 80 ani, politician azer, al 3-lea președinte al Azerbaidjanului (1993-2003), (n. 1923)
- 12 decembrie: Adrian C. Petre, 75 ani,  genetist zootehnist și profesor universitar român (n. 1928)
- 14 decembrie: Christian Bernadac, 66 ani, scriitor francez (n. 1937)
- 14 decembrie: Frank Sheeran, 83 ani, sindicalist american, veteran de război, acuzat că ar fi avut legături cu organizația criminală Bufalino (n. 1920)
- 16 decembrie: Gioni Dimitriu, 70 ani,  cântăreț și actor al Teatrului de revistă „Constantin Tănase” din București, impresar și organizator de concerte (n. 1933)
- 17 decembrie: Vladimir Novițchi, 86 ani, inginer proiectant și constructor de planoare și de avioane, aviator român (n. 1917)
- 20 decembrie: Nicolae Oprea (general), 53 ani, general român (n. 1950)
- 20 decembrie: Grigore Grigoriu Petru, 62 ani, actor din R. Moldova (Șatra), (n. 1941)
- 30 decembrie: Vladimir Bogomolov, 79 ani, scriitor sovietic și rus (n. 1924)
- 31 decembrie: Francesc Dalmau i Norat, 88 ani, politician spaniol (n. 1915)

### Nedatate
- Abdul Qadir al-Badri, 81 ani, prim-ministru al Libiei (1967), (n. 1921)
- Selfixhe Ciu, 85 ani, scriitoare albaneză (n. 1918)
- Ghelasie Gheorghe, 59 ani, ieromonah la Mănăstirea Frăsinei și autor a numeroase scrieri de mistică isihastă (n. 1944)
- Vasile Iorga, 57 ani, luptător român (n. 1945)
- Meir Kotik, 95 ani, evreu basarabean, jurist (istoric al dreptului), publicist și jurnalist israelian (n. 1908
- Aurelian Stan, 93 ani, inginer român (n. 1910)
- Gheorghe Șaru, 83 ani, pictor român (n. 1920)
- Dorina Tănăsescu, 83 ani, actriță română (n. 1920)
- Anghel T. Anuțoiu, 89 ani, erou, luptător pentru drepturile omului, salvator de mii de evrei în timpul Holocaustului din România, fost comunist, apoi dizident încarcerat și persecutat de regimul comunist, autorecomandat „invalid politic antifascist”, cinstit cu titlurile de „Cetățean de onoare al Israelului” și de „Drept între popoare (n. 1914)
- Michael Wolf, 102 ani, arhitect român de origine germană (n. 1901)
- Nicolae Neaga, 101 ani,  unul dintre cei mai prolifici teologi români (n. 1902)
- Oliviu Rusu, 84 ani, inginer constructor român, profesor universitar, specialist în rezistența materialelor (n. 1919)
- Jan Aristide, dizident român în timpul comunismului
- Iosif Kovacs (fotbalist), 81 ani, fotbalist român (n. 1921)
- Stavru Teodorov, 71 ani,  canoist român de sprint (n. 1931)
- Doru Calotă, 62 ani, cântăreț român de manele și muzică lăutărească, de etnie romă (n. 1941)

## Premii Nobel
- Fizică: Alexei A. Abrikosov, Vitaly L. Ginzburg (Rusia) și Anthony J. Leggett (SUA)
- Chimie: Peter Agre, Roderick MacKinnon (SUA)
- Medicină: Paul C. Lauterbur (SUA) și Sir Peter Mansfield (Regatul Unit)
- Literatură: John M. Coetzee (Africa de Sud)
- Pace: Shirin Ebadi (Iran)